# Buchty (pořad)
Buchty jsou pořad Českého rozhlasu, který vysílá stanice Radio Wave pravidelně od 17. ledna 2018. Autorkami a moderátorkami zábavné talk show s podtitulem „Podcast o všem a o ničem, co život naděluje a bere“, jak jej samy protagonistky nazývají, jsou Ivana Veselková a Zuzana Fuksová. Pořad je vysílán každou středu v 19:00 s reprízami v sobotu ve stejný čas prostřednictvím digitálního vysílání DAB+. Všechny díly jsou také dostupné online v archivu Českého rozhlasu nebo formou podcastu. Délka pořadu není pevná a průměrně se pohybuje v rozmezí 20–40 minut.  

## Náplň pořadu
Moderátorky se samy nebo společně se svými hosty snaží rozebírat rozličná popkulturní a jiná témata. Řídí se mottem: „Polož si laťku na zem a pak ji vždycky přeskočíš“.

## Ocenění
V roce 2020 pořad Buchty získal cenu za druhé místo v kategorii Veřejnoprávní podcast v anketě Podcast roku a byl nominován v anketě Křišťálová lupa, kde se umístil na 8. místě.

## Buchty čtou
Buchty čtou jsou speciální díly podcastu Buchty o knížkách se středoškolským pedagogem Stanislavem Zajíčkem. Motto těchto dílů je: O knížkách, které všichni známe, ale málokdo je skutečně četl.